# 富尔卡基线隧道

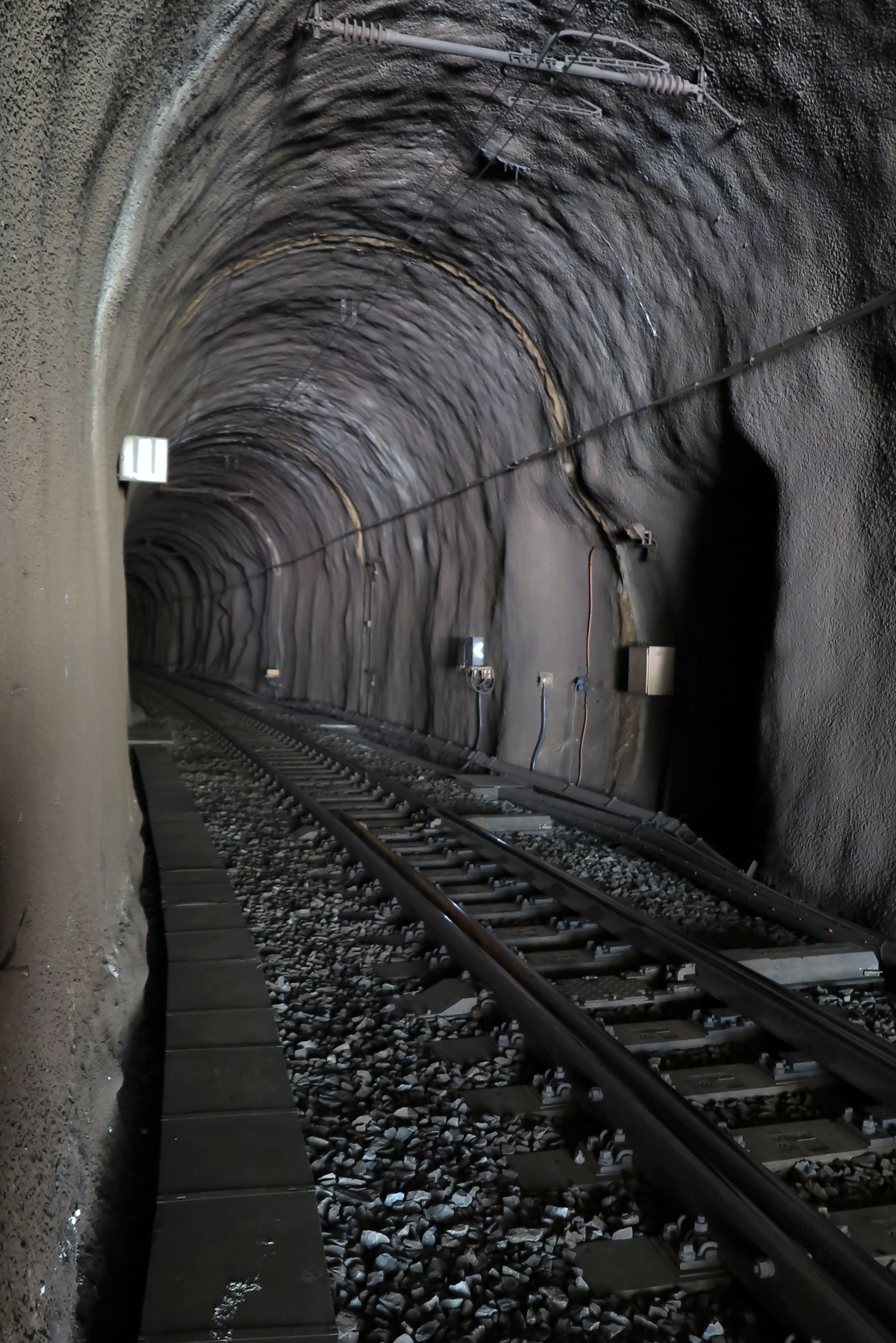
隧道内部

富尔卡基线隧道是瑞士的一座铁路基线隧道，全长15381米，承载冰川快车富尔卡－上阿尔卑线穿过瓦莱州与乌里州交界处的富尔卡山口，1982年通车，取代了富尔卡峰隧道。